# Lại Diệu Thương
Lại Diệu Thương (ur. 4 października 2001) – wietnamska zapaśniczka walcząca w stylu wolnym. Zajęła 21. miejsce na mistrzostwach świata w 2022 roku.
Dziesiąta na igrzyskach azjatyckich w 2022, a także na mistrzostwach Azji w 2024.  Mistrzyni igrzysk Azji Południowo-Wschodniej w 2021 i 2023. Wygrała mistrzostw Azji Południowo-Wschodniej w 2023. Trzecia na mistrzostwach Azji juniorów w 2019 roku.